# Несправедливо обвинен
„Несправедливо обвинен“ (на английски: Wrongfully Accused) е сатирична комедия на режисьора Пат Профт по негов сценарий и главната роля се изпълнява от Лесли Нилсен. Филмът е пародия на „Беглецът“ и парадира други филми.